# Juruti
Juruti este un oraș în Pará (PA), Brazilia.